# Curling-Pazifik-Asienmeisterschaften
Die Curling-Pazifik-Asienmeisterschaften (bis 2010: Curling-Pazifikmeisterschaften) waren ein Curling-Turnier, das von 1991 bis 2021 in der Regel jedes Jahr im November oder Dezember stattfand. Die Organisation der Turniere erfolgte durch die World Curling Federation. Von 2004 bis 2016 erhielten die zwei bestplatzierten Mannschaften des Turniers einen Startplatz für die Weltmeisterschaften, sofern dieses Turnier in Amerika oder Europa ausgetragen wurde; sonst war nur – wie vor 2004 – der Sieger qualifiziert. 2017 qualifizierten sich bei den Männern und Frauen jeweils die drei bestplatzierten Mannschaften für die Weltmeisterschaft 2018. Seit der 2018 qualifizierten sich die beiden Finalteilnehmer jeweils direkt für die Weltmeisterschaft, während die Teilnehmer des Spiels um Platz drei Startplätze für das Weltmeisterschafts-Qualifikationsturnier erhielten.
An den Pazifik-Asienmeisterschaften nahmen Mannschaften aus Australien, China, Hongkong (erstmals 2015), Japan, Kasachstan (erstmals 2012), Katar (erstmals 2016), Neuseeland, Nigeria (erstmals 2019), Saudi-Arabien (erstmals 2021), Südkorea und Taiwan teil. Einzelne Turniere sind in Kanada ausgetragen worden, doch Kanada selbst hat nie teilgenommen.
Die Meisterschaften wurden 2022 durch die Pan-Kontinentalmeisterschaft ersetzt, an der auch Mannschaften aus Amerika teilnehmen.

## Turnierformat
Meist wurde zunächst eine Rundenturnier-Vorrunde durchgeführt, seit 2007 bei den Frauen und 2008 bei den Männern gelegentlich auch als Doppelrundenturnier. Seit 2016 wurde bei den Männern wegen der hohen Zahlen von Mannschaften (insg. neun oder zehn) nur ein einfaches Rundenturnier gespielt und auch bei den Frauen fand 2016, 2018 und 2019 kein Doppelrundenturnier statt. Basierend auf den Platzierungen dieser Vorrunde wurden in einem Play-off die Medaillen und die Qualifikationsplätze für die Weltmeisterschaft vergeben.
Die Halbfinals Platz 1 gegen Platz 4 und Platz 2 gegen Platz 3 wurden zeitweise im Best-of-Five-Modus ausgetragen, allerdings wurden die beiden Begegnungen der Mannschaften in der Vorrunde als Ergebnisse angerechnet. Im Rahmen des Halbfinales wurden daher lediglich maximal drei weitere Partien wirklich ausgespielt. Seit 2013 wurde nur noch jeweils ein Halbfinalspiel (1. gegen 4. und 2. gegen 3.) ausgetragen.
Beim Turnier der Frauen wurde die Play-off-Phase mehrmals abgekürzt und lediglich ein einziges Spiel um Platz 2 ausgetragen oder ein Page-Playoff mit insgesamt zwei Spielen um die Plätze 1, 2 und 3.

## Meisterschaften der Herren

### Pazifikmeisterschaften (bis 2010)
| Jahr | Austragungsort            | Gold                | Silber              | Bronze              |
| ---- | ------------------------- | ------------------- | ------------------- | ------------------- |
| 1991 | Sagamihara (Japan)        | Australien          | Japan               | Neuseeland          |
| 1992 | Karuizawa (Japan)         | Australien          | Japan               | -                   |
| 1993 | Adelaide (Australien)     | Australien          | Japan               | Neuseeland          |
| 1994 | Christchurch (Neuseeland) | Australien          | Japan               | Neuseeland          |
| 1995 | Tokoro (Japan)            | Australien          | Japan               | Neuseeland          |
| 1996 | Sydney (Australien)       | Australien          | Japan               | Neuseeland          |
| 1997 | Karuizawa (Japan)         | Australien          | Japan               | Neuseeland          |
| 1998 | Qualicum Beach (Kanada)   | Neuseeland          | Japan               | Australien          |
| 1999 | Tokoro (Japan)            | Japan               | Australien          | Neuseeland          |
| 2000 | Esquimalt (Kanada)        | Neuseeland          | Australien          | Japan               |
| 2001 | Jeonju (Südkorea)         | Japan               | Neuseeland          | Australien          |
| 2002 | Queenstown (Neuseeland)   | Südkorea            | Australien          | Japan               |
| 2003 | Aomori (Japan)            | Neuseeland          | Australien          | Südkorea            |
| 2004 | Chuncheon (Südkorea)      | Neuseeland          | Australien          | Japan               |
| 2005 | Taipeh (Taiwan)           | Australien          | Japan               | Neuseeland          |
| 2006 | Tokio (Japan)             | Australien          | Südkorea            | Volksrepublik China |
| 2007 | Peking (China)            | Volksrepublik China | Australien          | Neuseeland          |
| 2008 | Naseby (Neuseeland)       | Volksrepublik China | Japan               | Neuseeland          |
| 2009 | Karuizawa (Japan)         | Volksrepublik China | Japan               | Südkorea            |
| 2010 | Uiseong (Südkorea)        | Südkorea            | Volksrepublik China | Japan               |

### Pazifik-Asienmeisterschaften
| Jahr | Austragungsort       | Gold                | Silber              | Bronze              |
| ---- | -------------------- | ------------------- | ------------------- | ------------------- |
| 2011 | Nanjing (China)      | Volksrepublik China | Neuseeland          | Südkorea            |
| 2012 | Naseby (Neuseeland)  | Volksrepublik China | Japan               | Australien          |
| 2013 | Shanghai (China)     | Volksrepublik China | Japan               | Südkorea            |
| 2014 | Karuizawa (Japan)    | Volksrepublik China | Japan               | Südkorea            |
| 2015 | Almaty (Kasachstan)  | Südkorea            | Japan               | Volksrepublik China |
| 2016 | Uiseong (Südkorea)   | Japan               | Volksrepublik China | Südkorea            |
| 2017 | Erina (Australien)   | Südkorea            | Volksrepublik China | Japan               |
| 2018 | Gangneung (Südkorea) | Japan               | Volksrepublik China | Südkorea            |
| 2019 | Shenzhen (China)     | Südkorea            | Japan               | Volksrepublik China |
| 2021 | Almaty (Kasachstan)  | Südkorea            | Japan               | Chinesisch Taipeh   |

## Meisterschaften der Damen

### Pazifikmeisterschaften (bis 2010)
| Jahr | Austragungsort            | Gold                | Silber              | Bronze     |
| ---- | ------------------------- | ------------------- | ------------------- | ---------- |
| 1991 | Sagamihara (Japan)        | Japan               | ?                   | ?          |
| 1993 | Adelaide (Australien)     | Japan               | ?                   | ?          |
| 1994 | Christchurch (Neuseeland) | Japan               | Australien          | Neuseeland |
| 1995 | Tokoro (Japan)            | Japan               | ?                   | ?          |
| 1996 | Sydney (Australien)       | Japan               | ?                   | ?          |
| 1997 | Karuizawa (Japan)         | Japan               | Neuseeland          | Südkorea   |
| 1998 | Qualicum Beach (Kanada)   | Japan               | Australien          | ?          |
| 1999 | Tokoro (Japan)            | Japan               | ?                   | ?          |
| 2000 | Esquimalt (Kanada)        | Japan               | Südkorea            | Neuseeland |
| 2001 | Jeonju (Südkorea)         | Südkorea            | Japan               | Australien |
| 2002 | Queenstown (Neuseeland)   | Japan               | Südkorea            | Neuseeland |
| 2003 | Aomori (Japan)            | Japan               | Südkorea            | Neuseeland |
| 2004 | Chuncheon (Südkorea)      | Japan               | Volksrepublik China | Südkorea   |
| 2005 | Taipeh (Taiwan)           | Japan               | Volksrepublik China | Südkorea   |
| 2006 | Tokio (Japan)             | Volksrepublik China | Südkorea            | Japan      |
| 2007 | Peking (China)            | Volksrepublik China | Japan               | Südkorea   |
| 2008 | Naseby (Neuseeland)       | Volksrepublik China | Südkorea            | Japan      |
| 2009 | Karuizawa (Japan)         | Volksrepublik China | Japan               | Südkorea   |
| 2010 | Uiseong (Südkorea)        | Volksrepublik China | Südkorea            | Australien |

### Pazifik-Asienmeisterschaften
| Jahr | Austragungsort       | Gold                | Silber              | Bronze              |
| ---- | -------------------- | ------------------- | ------------------- | ------------------- |
| 2011 | Nanjing (China)      | Volksrepublik China | Südkorea            | Neuseeland          |
| 2012 | Naseby (Neuseeland)  | Volksrepublik China | Japan               | Südkorea            |
| 2013 | Shanghai (China)     | Südkorea            | Volksrepublik China | Japan               |
| 2014 | Karuizawa (Japan)    | Volksrepublik China | Südkorea            | Japan               |
| 2015 | Almaty (Kasachstan)  | Japan               | Südkorea            | Volksrepublik China |
| 2016 | Uiseong (Südkorea)   | Südkorea            | Volksrepublik China | Japan               |
| 2017 | Erina (Australien)   | Südkorea            | Japan               | Volksrepublik China |
| 2018 | Gangneung (Südkorea) | Südkorea            | Japan               | Volksrepublik China |
| 2019 | Shenzhen (China)     | Volksrepublik China | Japan               | Südkorea            |
| 2021 | Almaty (Kasachstan)  | Japan               | Südkorea            | Kasachstan          |